# Etyka
Etyka (z stgr. ἦθος, ēthos – stałe miejsce zamieszkania, obyczaj, zwyczaj) – dział filozofii dotyczący powinności moralnej: moralnego dobra lub zła. Etyka wyznacza jej szczegółową treść, czyli słuszności, a także szuka ostatecznych wyjaśnień norm, genezy zła i sposobów jego przezwyciężenia. 
Etykę odróżnia się od moralności i innych badających ją dyscyplin jak psychologia moralności, socjologia moralności, etologia czy teologia moralna.

## Etyka
Etyka jest analizą dlaczego powinniśmy działać w określony sposób (powinność moralna).  
Terminem „etyka” oznacza się:  
(1) teorię powinności moralnej lub moralnej wartości postępowania. Czasami nazywaną etyką normatywną jako przeciwstawienie etyce opisowej; pierwotne i właściwe znaczenie terminu zapoczątkowane przez Sokratesa - ojca etyki; 
(2) teorię faktycznie uznawanych w określonym środowisku społecznym (etos), a często także praktykowanych w nim, norm moralnych postępowania (moralność); określaną jako etyka opisowa, rzadziej jako "etologia". W tym przypadku etykę utożsamia się z teorią etosu (zwykle z historią moralności, etnologią moralności, psychologią lub socjologią moralności); 
(3) przeświadczenia (oceny) i praktyki moralne danej społeczności lub nawet poszczególnych jej przedstawicieli. To stanowisko utożsamia etykę z samym etosem. etosem, który jest teorią faktycznie uznawanych i często praktykowanych w danym środowisku norm moralnych
(4) metaetykę, zwaną również filozofią moralną (moral philosophy).Takie rozumienie rozpowszechnione jest w obszarze języka angielskiego. Jest to mylne utożsamienie etyki z teorią etyki, która dotyczy podstaw etyki i ma na celu określenie warunków naukowego charakteru etyki jako nauki. 
Moralność to sposób postępowania człowieka zgodny z prawdziwościowo-dobrym stanem rzeczy. 
Celem etyki jest dochodzenie do źródeł powstawania moralności, badanie efektów, jakie moralność lub jej brak wywiera na ludzi oraz szukanie podstawowych przesłanek filozoficznych, na podstawie których dałoby się w racjonalny sposób tworzyć zbiory nakazów moralnych. Poglądy etyczne przybierają zwykle formę teorii, na którą składa się zespół pojęć i wynikających z nich twierdzeń, na podstawie których można formułować zbiory nakazów moralnych. 
Teorie etyczne mogą być zarówno próbą udowadniania słuszności funkcjonujących powszechnie nakazów moralnych, jak i mogą stać w ostrej opozycji do powszechnej moralności, kwestionując zasadność części bądź nawet wszystkich aktualnie obowiązujących w danym społeczeństwie nakazów moralnych.

## Podział teorii etycznych
Istnieje wiele różnych teorii etycznych, które różnią się od siebie tym, jakich działań od nas wymagają i w jaki sposób to argumentują.
Współczesny podział teorii etycznych zaproponowany przez Rudolfa Carnapa:
- Ze względu na zakres obowiązywania norm moralnych:
  - teorie obiektywistyczne – zakładają one, że normy etyczne mają charakter uniwersalny i można je wywieść z ogólnych założeń, a następnie zastosować do wszystkich ludzi.
  - teorie subiektywistyczne – zakładają one, że normy etyczne są wytworem poszczególnych ludzi. Prowadzi to do wniosku, że jeśli istnieją jakieś wspólne normy, to są one wynikiem podobnej zawartości umysłów większości ludzi, lub nawet że nie ma czegoś takiego jak wspólne normy i każdy posługuje się swoim prywatnym systemem nakazów moralnych.
- Ze względu na źródło pochodzenia norm moralnych:
  - naturalizm – systemy takie próbują wywodzić normy moralne z nauk przyrodniczych i ew. społecznych.
  - antynaturalizm – systemy takie starają się dowodzić, że normy moralne muszą pochodzić z „góry”, np. od Boga lub z przesłanek ściśle racjonalnych bez odnoszenia się do danych eksperymentalnych
  - emotywizm – systemy te traktują nakazy moralne jako wyraz i przedłużenie ludzkich emocji, lub bardziej ogólnie jako efekt działania ludzkiej psychiki i w związku z tym nie ma sensu szukać ani naturalistycznych, ani antynaturalistycznych źródeł tych nakazów, a moralność jest po prostu jednym ze zjawisk psychologicznych.
- Ze względu na ocenę zachowań ludzi:
  - motywizm – systemy motywistyczne zakładają, że o moralnej ocenie danego czynu decyduje przede wszystkim motyw. Według tych teorii nie można uznać czynu za moralnie słuszny, niezależnie od jego końcowego efektu, jeśli nie został podjęty z dobrą intencją.
  - efektywizm – systemy efektywistyczne zakładają, że o moralnej ocenie danego czynu decyduje wyłącznie jego efekt. Jeśli czyn został dokonany bez intencji lub nawet ze złą intencją ale przyniósł dobry efekt, to można go uznać za moralnie słuszny.
  - nominalizm – systemy takie abstrahują zarówno od motywu jak i efektu. Traktują one dobro i zło jako niedefiniowalne pojęcia pierwotne. Dobre w obrębie danego systemu moralnego jest po prostu to, co jest zgodne z nakazami tego systemu. Wobec tego ani motyw, ani efekt nie mają znaczenia w ocenie moralnej danego czynu, lecz po prostu zgodność tego czynu z nakazami moralnymi.

Do czasów współczesnych opracowano już praktycznie systemy etyczne będące wszystkimi możliwymi kombinacjami tych podziałów. Obecnie praca etyków koncentruje się głównie na analizowaniu i ewentualnym uprecyzyjnianiu istniejących już systemów. Szczególnie duże postępy odnotowuje się w etyce chrześcijańskiej i systemach nominalistycznych.
- Najbardziej znani etycy i systemy etyczne:
  - Sokrates - mędrzec, praktyk metody majeutycznej, intelektualizm etyczny
  - Anaksymenes i Epikur – hedonizm – system subiektywno-emotywistyczno-efektywistyczny
  - Platon, św. Augustyn, etyka chrześcijańska – systemy obiektywno-antynaturalistyczno-motywistyczne
  - Arystoteles, Stoicyzm, Baruch Spinoza – systemy obiektywno-naturalistyczno-motywistyczne
  - Kartezjusz, Georg Wilhelm Friedrich Hegel – systemy obiektywno-antynaturalistyczno-efektywistyczne
  - Jean-Jacques Rousseau i następcy – system obiektywno-naturalistyczno-motywistyczny
  - Immanuel Kant – system obiektywno-antynaturalistyczno-motywistyczny
  - John Stuart Mill – utylitaryzm – system obiektywno-naturalistyczno-efektywistyczny
  - Karol Marks – materializm dialektyczny – system subiektywno-naturalistyczno-nominalistyczny
  - Friedrich Nietzsche – system subiektywno-naturalistyczno-efektywistyczny
  - Arthur Schopenhauer – system subiektywno-emotywistyczno-nominalistyczny
  - Rudolf Carnap – opracowanie kilku różnych wersji etyki nominalistycznej i początek studiów porównawczych różnych systemów etycznych
  - Tadeusz Kotarbiński – twórca etyki niezależnej
  - Ayn Rand – twórczyni obiektywizmu, opartego na „racjonalnym zainteresowaniu sobą”
  - Nel Noddings – twórczyni etyki troski
  - Richard Hare – twórca preskryptywizmu

## Niektóre systemy etyczne

### Chrześcijaństwo
W chrześcijaństwie podstawą etyki jest nauka Jezusa Chrystusa. Etyka chrześcijańska nie jest kazuistyczna (rób to, nie rób tego), ale polega na wzroście w cnotach, nadprzyrodzonych (dzięki łasce, od chwili chrztu) i ludzkich.
Wskazania dla moralności człowieka zawarte są w samej naturze człowieka (tzw. prawo natury), a także – dzięki Objawieniu – w Piśmie Świętym i, według Kościoła Katolickiego, Magisterium Kościoła.
Ze Starego Testamentu ponadczasowy charakter ma dekalog. W Nowym Testamencie etyka skupia się na przykazaniu miłości i nauce Ośmiu błogosławieństw. Przede wszystkim jednak przykładem jest integralne życie Jezusa, doskonałego człowieka.

### Islam
Zachowania moralne opisane są w dwóch źródłach islamu: Koranie i tradycji proroka Mahometa (sunna). Oprócz tych dwóch źródeł istnieją inne. Islam odnosi się z uznaniem do dekalogu żydowsko-chrześcijańskiego.

### Mahajana
Według buddyzmu mahajany etyka skodyfikowana w postaci nakazów (pięć szkodliwych działań w buddyzmie, dziesięć złych uczynków, ślubowania bodhisattwy) jest swoistą protezą, która jest konieczna ludziom niedostatecznie rozwiniętym duchowo. Jeśli bowiem człowiek posiada rozwinięte współczucie dla innych czujących stworzeń i stara się żyć z nim w zgodzie, to żadne etyczne zasady nie są mu potrzebne – przeciwnie, zasady etyczne w mahajanie są widziane jako uproszczone opisy zachowań rozwiniętego duchowo człowieka.
Echa podobnych koncepcji przewijają się także w myśli filozoficznej Zachodu (nietzscheanizm, humanizm – patrz następny podpunkt), a także w pewnym stopniu w chrześcijaństwie, które uważa, iż człowiek święty jest całkowicie wolny pomimo skrupulatnego przestrzegania zasad moralnych. Nie ma on bowiem pokusy występowania przeciwko tym zasadom, a więc moralność go nie ogranicza, a jest jedynie opisem sposobu jego życia podobnie jak w buddyzmie.

### Humanizm
Zgodnie z deklaracją amsterdamską, przyjętą na Światowym Kongresie Humanistycznym 3-6 lipca 2002 w Noordwijkerhout, Holandia:
Humanizm uznaje wartość, godność i autonomię każdej jednostki. Humaniści popierają prawo każdego człowieka do jak największego zakresu wolności, pozostającego jednak w zgodzie z prawami innych. Humaniści mają obowiązek dbania o ludzkość, w tym przyszłe pokolenia. Humaniści uważają moralność za wrodzony element ludzkiej natury oparty na zrozumieniu i trosce o innych, niepotrzebujący zewnętrznego sankcjonowania.